# Боскальи, Оливье
Оливье́ Боскальи́ (фр. Olivier Boscagli; 18 ноября 1997 года, Монако) — французский футболист, защитник английского клуба «Брайтон энд Хоув Альбион».

## Клубная карьера
Боскальи является воспитанником футбольного клуба «Ницца», с 2013 года — постоянный игрок академии. С сезона 2014/15 года стал привлекаться к основной команде. 25 апреля 2015 года дебютировал в Лиге 1 в поединке против «Ренна», выйдя на поле в основном составе из-за наличия травмированных. В том сезоне принял участие ещё в одном поединке.
С сезона 2015/16 входит в основной состав команды. Начал сезон в основе, во второй половине чемпионата был основным запасным. 18 декабря 2015 года забил первый профессиональный гол, став самым молодым автором забитого мяча в том сезоне.
17 июля 2019 года перешёл в нидерландский ПСВ. Контракт рассчитан на 4 года.
2 июля 2025 года перешёл в английский клуб «Брайтон энд Хоув Альбион», подписав пятилетний контракт до середины 2030 года.

## Карьера в сборной
Игрок юношеских сборных Франции всех возрастов. Принимал участие в отборочных раундах к чемпионатам Европы среди юношей. В финальных частях не участвовал.

## Достижения
ПСВ
- Чемпион Нидерландов (2): 2023/24, 2024/25
- Обладатель Кубка Нидерландов (2): 2021/22, 2022/23
- Обладатель Суперкубка Нидерландов (2): 2021, 2023